# Woskressenka (Polohy)
Woskressenka (ukrainisch und russisch Воскресенка) ist ein Dorf im Zentrum der ukrainischen Oblast Saporischschja mit etwa 3600 Einwohnern (2004).

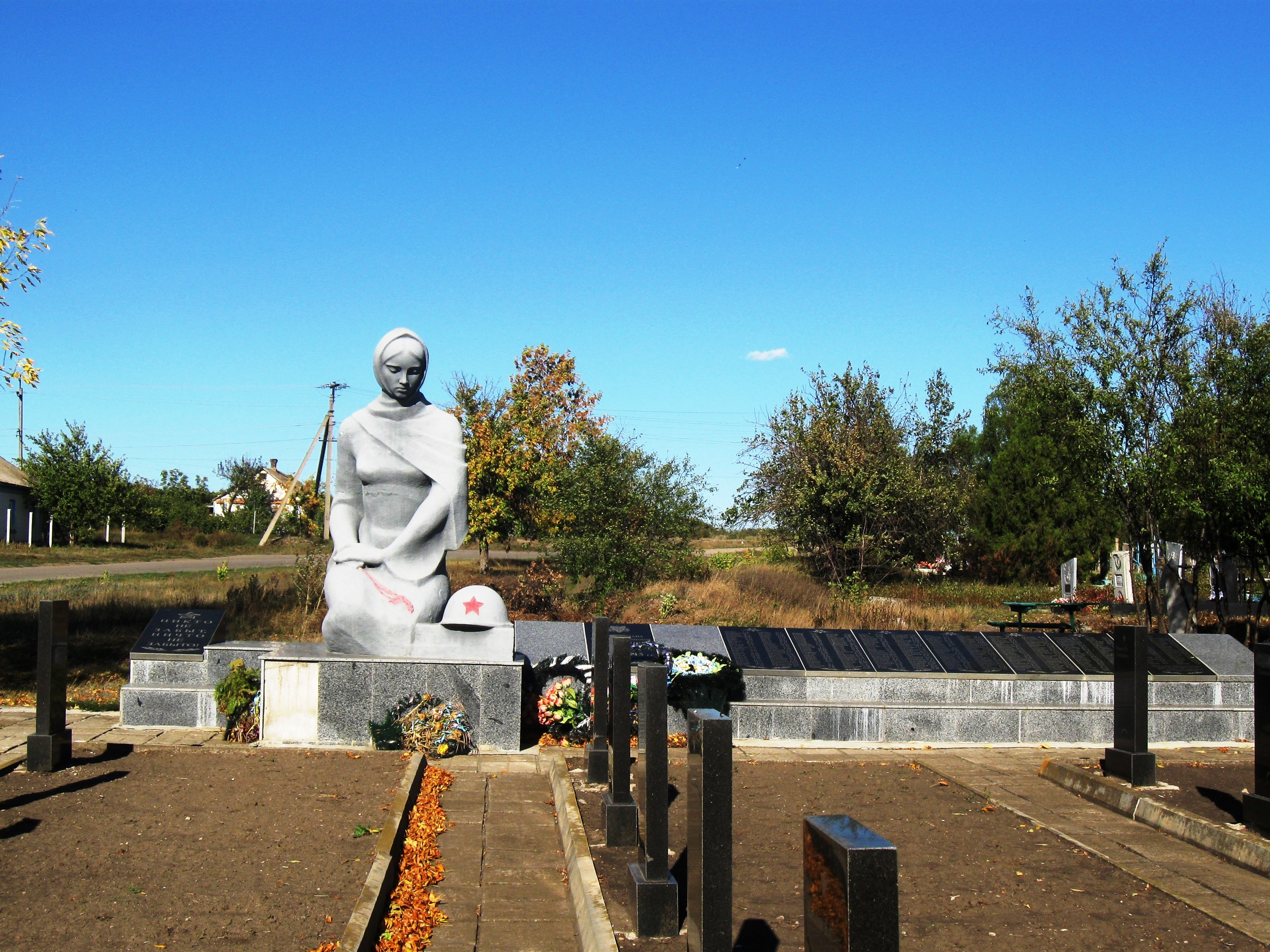
Denkmal im Ort

Das 1809 am rechten Ufer der Kinska gegründete Dorf hieß zwischen 1934 und 2016 Tschapajewka/Чапаєвка und ist das administrative Zentrum der gleichnamigen Landgemeinde im Rajon Polohy.
Woskressenka liegt an der Territorialstraße T–08–15 9 km östlich vom Rajonzentrum Polohy und etwa 110 km südöstlich vom Oblastzentrum Saporischschja.

## Verwaltungsgliederung
Am 12. August 2015 wurde das Dorf zum Zentrum der neugegründeten Landgemeinde Tschapajewka (Чапаєвська сільська громада/Tschapajewska silska hromada). Zu dieser zählen auch die 2 in der untenstehenden Tabelle aufgelisteten Dörfer sowie die Ansiedlung Mahedowe, bis dahin bildete es die gleichnamige Landratsgemeinde Tschapajewka (Чапаєвська сільська рада/Tschapajewska silska rada) im Zentrum des Rajons Polohy.
Am 23. Dezember 2016 wurde die Landgemeinde analog zum Ortsnamen auf Landgemeinde Woskressenka (Воскресенська сільська громада/Woskressenska silska hromada) umbenannt.
Folgende Orte sind neben dem Hauptort Woskressenka Teil der Gemeinde:
| Name                     | Name            | Name                               |
| ukrainisch transkribiert | ukrainisch      | russisch                           |
| ------------------------ | --------------- | ---------------------------------- |
| Kinski Rosdory           | Кінські Роздори | Конские Раздоры (Konskije Rasdory) |
| Losowe                   | Лозове          | Лозовое (Losowoje)                 |
| Mahedowe                 | Магедове        | Магедово (Magedowo)                |